# Yves (pel·lícula)
Yves és una pel·lícula de comèdia francesa del 2019 dirigida per Benoît Forgeard. Es va projectar a la secció de la Quinzena de Cineastes del Festival de Canes de 2019. S'ha subtitulat al català.

## Sinopsi
El Jerem és un raper sense èxit, escollit per provar una sofisticada nevera equipada amb una intel·ligència artificial anomenada Yves. Però la relació entre el jove i l'electrodomèstic agafarà un rumb inesperat quan tots dos s’enamorin de la mateixa dona.

## Repartiment
- Doria Tillier com a So Balotelli
- William Lebghil com a Jérem Roudet
- Antoine Gouy com a Yves (veu)
- Philippe Katerine com a Dimitri
- Alka Balbir
- Darius com a Roger Phila